# Muthigechikkathalalu, Heggadadevankote
Muthigechikkathalalu là một làng thuộc tehsil Heggadadevankote, huyện Mysore, bang Karnataka, Ấn Độ.